# Rävemåla
Rävemåla är en tätort i Tingsryds kommun i Kronobergs län. I Rävemåla ligger Älmeboda kyrka och Rävemåla bygdegård.

## Historia
Älmeboda församling byggde en ny stenkyrka åren 1876-1877 i Rävemåla. Det var början i samhällets utveckling mot att bli församlingens centralort. 1909 blev orten stationsort på järnvägen Nättraby-Älmeboda.
Rävemåla var 1932 ett Stationssamhälle och by i Kronobergs län, Älmeboda kommun. Samhället hade 3 jordbruksfastigheter och 23 andra fastigheter. Taxeringsvärde för jordbruksfastigheter 49 900 kr,  därav 38 300 jordbruksvärde och 8 300 skogsvärde och 3 300 tomt- och industrivärde. Andra fastigheter taxerade 75 100. Samhället låg 1932 på ägorna av Rävemåla nr 1 och Persmåla nr 1 och hade  125 innevånare 1931. Station på Nättraby—Alnaryd—Elmeboda järnväg poststation och telefonstation.
Älmeboda, Rävemåla och Yxnanäs utvecklades från bondbyar till handelsorter och stationssamhällen under järnvägstiden 1910-1939. Virkeshandeln fick ett rejält uppsving, flera nya sågverk anlades utmed banan. Från 1888 till 1952 hade 120 företag registrerats i Älmeboda. De flesta företagen var lokala, flest handelsföretag men även sågverk och någon snickerifabrik.
Källeströms fabrik i Rävemåla grundades 1902. Byggde ny lokal på 575 kvadratmeter 1943. Företaget tillverkade förr byggnadssnickerier. 1959 bytte företaget ägare och började göra trästommar till permar. Bröderna Karlssons möbelsnickeri med lokal på 180 kvadratmeter grundat 1925 förvärvade ny lokal 1947-1948. Nander Eks  trädgårdsmästeri anlagt 1940 med två växthus och frilandsodlingar på 1850 kvm.
2020 finns Hults snickeri på Fabriksgatan i Rävemåla. Hults snickeri gör bland annat spegeldörrar. 
Länsvägarna 120 från Tingsryd till Kalmar och 122 från Växjö till Karlskrona korsar varandra i Rävemåla. Den nord-sydgående vägen permanentades 1954.Väg 120 byggdes om under 1950-talet och asfalterades också i mitten av  1950-talet. Rävemåla är numera huvudort  i  distriktet och har ett bra läge för kommunikationer på grund av vägarna  På 1950-talet byggdes kommunalhus och bankhus. Mer industri är dock önskvärd för sysselsättning av den arbetskraft, som blir ledig vid jordbrukets rationalisering. 
Älmeboda sockensparbank grundades 1884. Banklokalen var sockenstugan till dess att banken 1957 byggde eget bankhus i Rävemåla. Tidigare hade banken liten filial i Yxnanäs och Flishult. Banken förste ordförande hette Johan August Samuelsson.
Almundsryds Sparbank, Göteryds Sparbank, Långasjö Sockens Sparbank, Skatelöv och Västra Torsås Sparbank, Älmeboda Sparbank och Åryds Sparbank beslöt den 17 oktober 2007 om ett samgående och bildande av en ny bank, Sparbanken Eken AB. Samtidigt bildades sex ägarstiftelser, en för varje tidigare bank. Stiftelserna får utdelning på bankens vinst och syftet är att ge tillbaka en stor del av i form av bidrag till bland annat utbildning, föreningsliv och kultur för att stimulera god samhällsutveckling och tillväxt i bankens verksamhetsområde. Banken har ett av sina kontor på Karlskronavägen 10 i Rävemåla.

### Befolkningsutveckling
| Befolkningsutvecklingen i Rävemåla 1960–2020 | Befolkningsutvecklingen i Rävemåla 1960–2020 | Befolkningsutvecklingen i Rävemåla 1960–2020 | Befolkningsutvecklingen i Rävemåla 1960–2020 | Befolkningsutvecklingen i Rävemåla 1960–2020 |
| -------------------------------------------- | -------------------------------------------- | -------------------------------------------- | -------------------------------------------- | -------------------------------------------- |
|                                              |                                              |                                              |                                              |                                              |
| År                                           |                                              |                                              | Folkmängd                                    | Areal (ha)                                   |
| 1960                                         | 1960                                         |                                              | 240                                          |                                              |
| 1965                                         | 1965                                         |                                              | 261                                          |                                              |
| 1970                                         | 1970                                         |                                              | 306                                          |                                              |
| 1975                                         | 1975                                         |                                              | 313                                          |                                              |
| 1980                                         | 1980                                         |                                              | 415                                          |                                              |
| 1990                                         | 1990                                         |                                              | 378                                          | 60                                           |
| 1995                                         | 1995                                         |                                              | 389                                          | 61                                           |
| 2000                                         | 2000                                         |                                              | 346                                          | 62                                           |
| 2005                                         | 2005                                         |                                              | 323                                          | 62                                           |
| 2010                                         | 2010                                         |                                              | 294                                          | 61                                           |
| 2015                                         | 2015                                         |                                              | 305                                          | 79                                           |
| 2020                                         | 2020                                         |                                              | 302                                          | 81                                           |
|                                              |                                              |                                              |                                              |                                              |

## Samhället

### Bullerbyns förskola i Rävemåla
Förskolan ligger 2,5 mil från Tingsryd. På utegård finns bland annat klätterställning, cykelvägar, lekstuga, gungor och sandlåda. Bullerbyns förskola har adress Fabriksgatan 5 i Rävemåla. Barnen är fördelade på två olika avdelningar efter ålder

### Rävemåla Skola från kommunal till friskola 2016
Rävemåla folkskola byggdes i trä 1929 med tre lärosalar, 3 kapprum och gymnastiksal.Skolan moderniserades 1951. Det var den största skolan av de 6 som fanns i kommunen 1932. Ytterligare en folkskola fanns i Yxnanäs byggd 1929 men med bara en lärosal.
Barn- och Utbildningsnämnden  i Tingsryd tog 2013 beslut om att det är skolan i Linneryd som ska förbli 1-6-skola och att skolan i Rävemåla och skolan i Konga blir 1-3-skolor. 2016 fick Rävemåla friskola tillstånd av Skolinspektionen att starta en skola. Arbetet för att behålla en skola i Rävemåla hade startat redan 10 år tidigare, när delar av skolan hotades av nedläggning. Skolan hade monterats ned: mellanstadiet försvann 2013. Tingsryds kommun planerade att lägga ner Rävemåla skola till höstterminen 2017.
En krona blev prislappen för skolområdet i Rävemåla när köpekontraktet mellan Tingsryds kommun och Älmeboda utvecklingsbolag AB var klart. Skolan är 2020 en F-6-skola med fritidsverksamhet. Lokaler är nyrenoverade, ljusa och väl utrustade, och den stora skolgården är granne med skog och natur. Skolan har matsal, slöjdsal och en fullskalig idrottshall med stora möjligheter. Rävemålaskolans Föräldraförening är en del i verksamheten.

### Älmegården och Rosenhill
Boendet ligger i Rävemåla. Älmegården är indelat i tre mindre enheter, Åkern, Lyckan och demensboendet Ängen. Till varje enhet hör ett kök för enklare matlagning, en matsal och ett rymligt dagrum. I boendet finns 25 lägenheter. Samtliga lägenheter är handikappanpassade med eget pentry och hygienutrymme. Frukost, kvällsmat och eftermiddagsfika serveras i de små matsalarna på respektive enhet. Middagen serveras i den stora gemensamma matsalen, dit även pensionärer från eget boende i kommunen kan komma och äta.Älmegården är samlingspunkt för kommundelens hemtjänst och hemsjukvård. I huset finns det tillgång till personal dygnet runt. Landstingets distriktssköterska har mottagning i huset en gång i veckan.
I Rävemåla finns Rosenhill. Den gården byggdes 1939 som ålderdomshem. Efter att det slutat fungera som kommunalt hem byggdes det om till privat vårdföretag. Rosenhill Vård & Omsorg AB var verksamt inom boende med särskild service för personer med utvecklingsstörning eller psykiska funktionshinder och hade totalt 14 anställda 2019. Antalet anställda hade då minskat med 6 personer sedan 2018. Bolaget är ett  aktiebolag som varit aktivt sedan 1987. Rosenhill Vård & Omsorg AB omsatte 21 miljoner kr senaste räkenskapsåret (2019). Boendet blev utsatt för hård kritik och företaget bakom det kritiserade vårdboendet Rosenhill i Rävemåla, Ting Invest blev av med tillståndet för alla sina fem vårdboenden i och utanför Kronoberg. Enligt Inspektionen för vård och omsorg är det de omfattande bristerna vid just Rosenhill i Rävemåla som gör att tillstånden dras in, men också för att en av ägarna till moderbolaget dömts för bokföringsbrott.

### Från många affärer till en livsmedelsaffär
1845 fick hemmansägaren Gustaf Svensson tillstånd att öppna handelsbod i Rävemåla. 
1960 hade Älmeboda församling 13 diverseaffärer varav några är kända. Gottfrid Petterssons bageri, charkturisten Karl Nilssons affär. 3 matvaruaffärer bland annat Ivar Karlssons Speceri- och diverseaffär, Nanders affär i Älmeboda, 2 modeaffärer. Anders Torstensson var innehavare  av järnhandeln. Hans farfar kom till Rävemåla som smed 1887 och 1930 tog Torstenssons far över smedjan. Han började även sälja spik och maskiner etcetera.  1960 tog Anders Torstensson och hans bror över järnhandeln, som nu  är nedlagd och lokalen har blivit till bilverkstaden Rävemåla bilservice.  Även en pappershandel fanns. Bröderna Karlssons möbelaffär och Firma Williams Ur Guld- och Optikeraffär med Birger Johansson som innehavare på 1950-talet. Alla affärerna låg inte i Rävemåla.
Idag återstår endast en livsmedelsaffär. Handlarn i Rävemåla är ortens livsmedelsbutik och apoteksombud och systembolagsombud, samt lottoombud för Svenska spel.

### Restaurang Trollsländan
Reinhard Gericke och Olle Wendin, två pensionärer , arrenderar Restaurang Trollsländan i Rävemåla.  Förutom restaurangen och kiosken finns ytterligare en byggnad i fastigheten och där har man som första mål satt upp att försöka få igång en biltvätt.  Den delen var tidigare en bilverkstad. Företaget hette tidigare Rävemåla Restaurang & Catering AB registrerat 2005 som gick i konkurs 2017.

### Älmeboda provinsialläkardistrikt
Älmeboda fick en provinsialläkare 1947. Karl Martin Svenmar blev provinsialläkare i  Rävemåla 1947 och var kvar till 1971. Provinsialläkarbostaden uppfördes 1948-1949 i sten med mottagningslokaler med väntrum, mottagnings och behandlingsrum samt en lägenhet för läkarensfamilj på 8 rum. Distriktet omfattade förutom Älmeboda också Linneryd.

## Föreningar
Älmeboda skytteförening startade 1903, med en skjutbana som låg i Makrismåla. Skytte var då med mausergevär mestadels. Redan 1906 hade föreningen 200 medlemmar. 1921 byggdes en ny skyttebana i Rävemåla, bakom Ivar Karlssons affär, med skjutriktning norrut. 1950 kom ännu en ny skjutbana till, denna gång i Estamåla..1976 startade luftgevärsskytte i källaren på Bygdegården i Rävemåla. 1988 flyttade skyttet till de nuvarande lokalerna, i källaren på Klockaregatan 16. 1992 hade föreningen186 medlemmar mot idag bara 40. Skyttet leds 2020 av Rolf Brakander från slutet av september till mitten av april.
Älmeboda Hembygdsförening
Grundades på 1938 med folkskolläraren Neander som initiativtagare. Älmeboda hembygdsförening har cirka 500 medlemmar. Föreningen ger ut Älmebodaboken varje år. Hembygdsparken i Rävemåla, cirka 18.000 kvm typisk smålandsnatur. Hembygdsparken har flera välbevarade byggnader. Många sevärda miljöer som t.ex. en läkarmottagning, skvaltkvarn och fotosamling. Här finns även ett järnvägsspår med tillhörande vagnar från den smalspåriga (600mm) järnväg som kallades "Krösnabanan" och gick mellan Nättraby och Älmeboda.  
- Idrottsföreningen FK Älmeboda/Linneryd är aktiv och har ett fotbollslag som spelar i division 3.
- Rävemåla bygdegårdsförening driver bygdegården.
- Företagar och utvecklingsföreningar samt politiska föreningar: Älmeboda Sockens utvecklingsförening, Älmeboda Sockenkommitté och Älmeboda Företagarförening försöker utveckla ortens näringsliv och service. Centerpartiet har lokalföreningar på orten. Likaså har LRF en lokalförening.
- Röda korset har en lokal avdelning.
- Älmeboda Missionsförsamling har också verksamhet.